# Сапожниковы (рыбопромышленники)

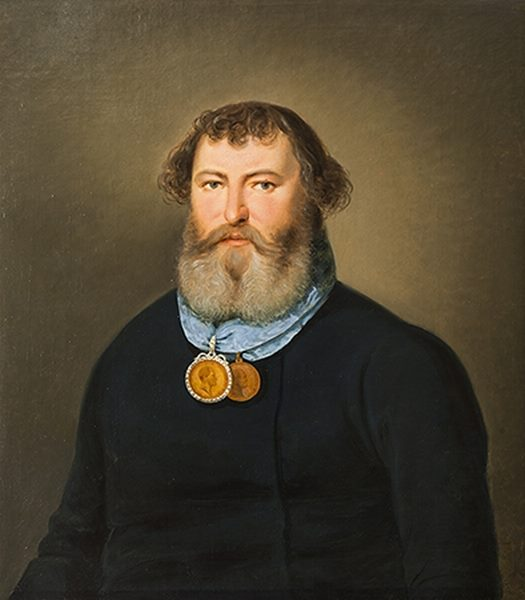
Портрет Петра Семёновича Сапожникова, 1816 год

Сапо́жниковы — русский купеческий род, занимавшийся рыбным промыслом в Астрахани.

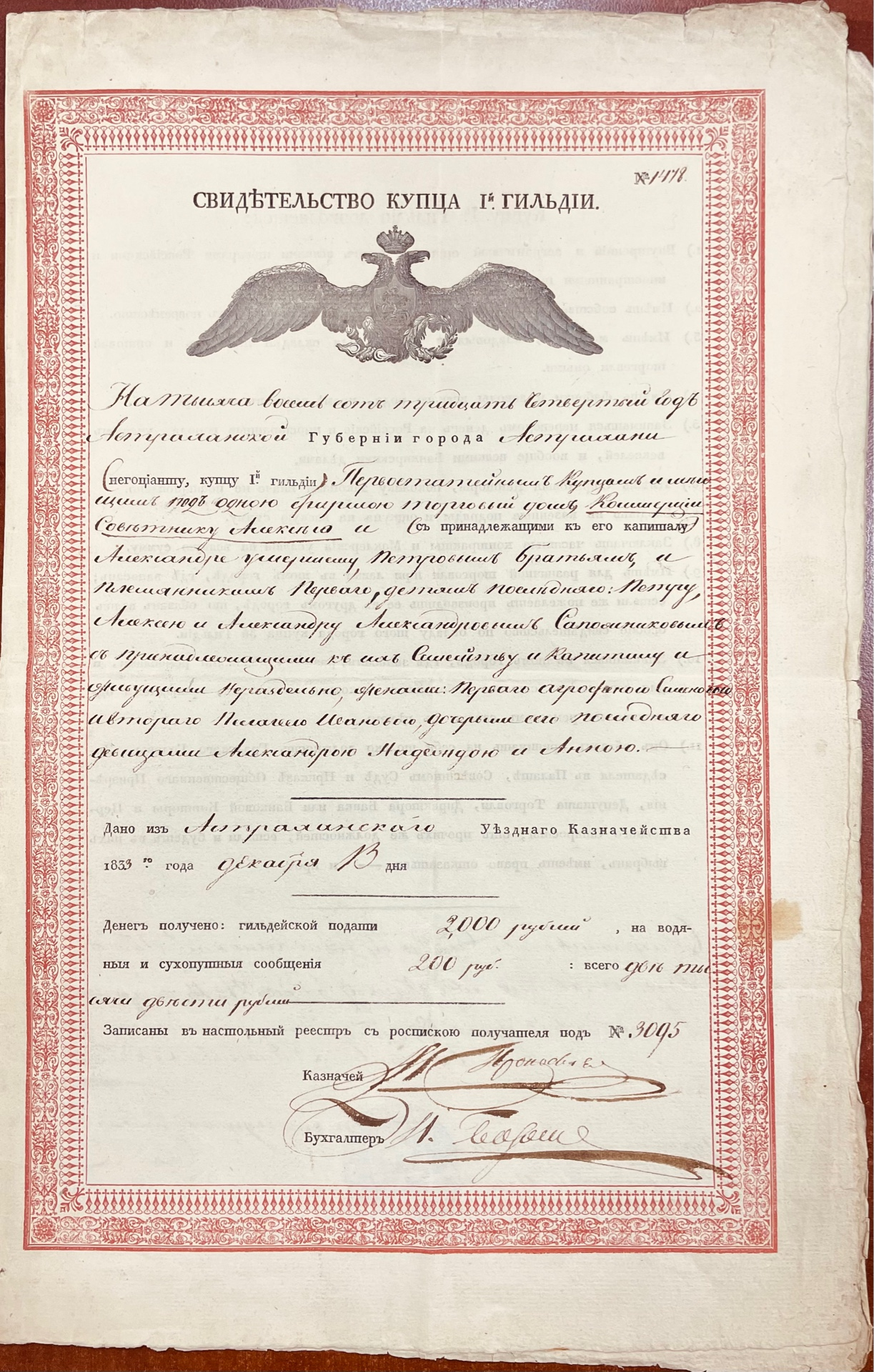
Свидетельство купца 1 гильдии, выданное в 1833 году фирме Сапожниковых

- Основателем купеческой династии является Пётр Семёнович Сапожников (9 (20) января 1762 — 1828). Родом из крестьян-старообрядцев слободы Малыковка (в 1780 получила статус города и название Волгск, затем Вольск). Служил в городском магистрате с 1780 года секретарём, с 1784 года ратманом. С 1812 по 1815 и с 1824 по 1827 являлся городским головой Волгска. С 1789 года купец второй гильдии Волгска, с 1807 — первой гильдии, в 1819 году становится купцом первой гильдии Астрахани. С 1795 года стал соляным откупщиком. В начале 1800-х годов взял в аренду принадлежавшие князьям А. Б. Куракину и Н. Б. Юсупову, а также казне учужные рыбные промыслы, располагавшиеся в низовьях реки Волга и на Каспийском море. В 1822 году выкупил несколько промыслов у И. А. Варвация (среди них Икрянинский), а также заложил собственные промыслы — Житный, Самосдельский и другие. В 1819 году по его инициативе была основана фирма «Братья Сапожниковы в Астрахани». Занимался меценатством. В 1812 году на деньги Сапожникова была выполнена обработка под мрамор стен и столпов верхнего этажа в астраханском Успенском соборе, в 1818 году — изготовлены из серебра Царские врата. В Вольске передал городу каменный дом для размещения городской больницы. Имел двух сыновей, Алексея и Александра[1].
  - Алексей Петрович Сапожников (9 (20) марта 1786 — 13 (25) августа 1852). После основания в 1819 году семейной фирмы «Братья Сапожниковы в Астрахани» возглавил её совместно с братом и продолжал руководить ею после смерти последнего в 1827 году. С того же 1819 года купец первой гильдии Астрахани, в 1833 получил почётное звание коммерции советника. В 1832 году ему присвоили статус потомственного почетного гражданина. С 1819 по 1825 годы занимал пост астраханского городского головы. Содействовал возведению нового Гостинного двора и оборудованию располагавшихся возле города лечебных грязей на озере Тинаки. С 1828 года член Мануфактурного совета при Департаменте мануфактур и внутренней торговли. Как и отец был меценатом, выделял средства на строительство церквей[1].
  - Александр Петрович Сапожников (16 (27) ноября 1788 — 24 марта (5 апреля) 1827). Как и брат, с 1819 года купец первой гильдии Астрахани, меценат и коллекционер. Собрал коллекцию живописи западно-европейских и русских мастеров, включая «Мадонну с младенцем» (позже известную как «Мадонна Бенуа») Леонардо да Винчи. Был дважды женат, во втором браке — на дворянке Пелагее Ивановне Ростовцевой (5 (16) июля 1799 — 17 (29) декабря 1868), сестре Я. И. Ростовцева. Имел нескольких детей[1].
    - Александр Александрович Сапожников (18 (30) сентября 1827 — 9 (21) июня 1887). С 1852 года купец первой гильдии Астрахани, в 1857 году получил звание коммерции советника, действительный статский советник. В 1832 году присвоено звание потомственного почетного гражданина. Продолжил руководить семейной фирмой после смерти дяди в 1852 году и до своей кончины в 1887. С 1867 по 1868 занимал пост городского головы Астрахани, защитил город от наводнения, организовав за свой счёт укрепление берега мешками с мукой. Был членом-казначеем общества поощрения художеств. Имел сына Алексея и дочерей Марию и Ольгу, после смерти Алексея в 1892 году наследников рода Сапожниковых по мужской линии не осталось[1].
      - Мария Александровна Сапожникова (1859 — 30 сентября 1938). Совместно с мужем сестры, купцом первой гильдии Санкт-Петербурга А.Э Мейснером, владела семейной фирмой «Братья Сапожниковы в Астрахани» (с 1898 по 1917, в 1917 году фирма была превращена в АО «Мейснер и Бенуа»). В 1904 году фирма организовала в Астрахани на реке Болда холодильник для рыбы вместимостью 192 т, также холодильный склад был устроен в Москве. Была замужем за архитектором Леонтием Николаевичем Бенуа. В 1913 году 87 картин из основанной её дедом семейной коллекции были проданы Эрмитажу, в их числе «Мадонна Бенуа». В 1928 году эмигрировала в Берлин[1]. В браке родила восемь детей, среди которых наиболее известна Надежда Леонтьевна Бенуа — художница и мать актёра Питера Устинова.